# اسکار (فیلم ۱۹۶۶)
اسکار (انگلیسی: The Oscar) فیلمی به کارگردانی راسل راوز است که در سال ۱۹۶۶ منتشر شد.

## بازیگران
- استیون بوید
- الکه زومر
- جیل سنت جان
- میلتون برل
- النور پارکر
- جوزف کاتن
- تونی بنت
- ادی آدامز
- ارنست بورگناین
- اد بگلی
- والتر برنان
- برودریک کرافورد
- جیمز دان
- ادیت هد
- هدا هاپر
- پیتر لافورد
- مرل اوبرون
- نانسی سیناترا
- جان هلند
- هیو ساندرز
- جین هیل